# Combreux
Combreux är en kommun i departementet Loiret i regionen Centre-Val de Loire strax norr Frankrikes mitt. Kommunen ligger i kantonen Châteauneuf-sur-Loire som tillhör arrondissementet Orléans. År 2022 hade Combreux 270 invånare.

## Befolkningsutveckling
Antalet invånare i kommunen Combreux
| Referens: INSEE |